# Dudás Sándor (szobrász)
Dudás Sándor (Bácskatopolya, 1948. április 10. –) szobrász.

## Pályafutása
A középiskolában rádió-, tévészerelő szakmát tanult, ahol kézügyességének nagy hasznát veszi. Jugoszlávia akkori szabadsága lehetővé teszi, hogy bejárja Európát vonattal, stoppal, kerékpárral. Figyeli az embereket, végignézi a múzeumokat, galériákat.
1976-tól a Zágrábi Képzőművészeti Akadémia szobrásznövendékeként Želimir Janeš osztályában keresi a válaszokat az olyan kérdésekre, hogy milyen a jó szobor?; mi az, hogy plasztikusság?; mi az anyagszerűség?
1981-től általános iskolai tanár Topolyán, emellett a topolyai Umetnost konyhabútorgyár formatervezője.
1992-től családjával Magyarországon él, 1994-től a Csongrádi Művésztelep vezetője. Az évente itt megrendezésre kerülő nemzetközi bronz szimpóziumok szervezője, résztvevője. 1994-től 2000-ig a darmstadti Iparművészeti Egyetem és a passaui Tanárképző Főiskola megbíott tanára, 2006-tól a frauenau-i nyári egyetem oktatója.
Elsősorban a portré foglalkoztatja. Bronzban dolgozik, de a fa és a kő sem idegen tőle. Nem szokta mértani pontossággal megtervezni a szobrot, ad esélyt a véletlennek. Vallja, hogy nem a hasonlóság a lényeg, hanem a karakter, a megmintázott személy gondolatisága, szellemisége.

## Egyéni kiállítások
- Kisgaléria, Szentes (1988)
- Tornyai János Múzeum, Hódmezővásárhely (1988, 1990)
- Csongrád Művelődési Ház Nagyatád – Hatvani Galéria, Hatvan – Bečić Salon, Slavonski Brod (Hr) (1990)
- Hangulatlenyomatok, Tiszai Galéria, Csongrád (1996)
- Csongrád Városi Galéria, Csongrád (2001)
- Topolya Szerbia (2010)
- "Arc poetikák”, Kápolna Galéria, Kecskemét (2015)
- "KultúrArcok”, SZAB-székház, Szeged (2016)
- „Nagyok kicsiben”, Lehel Filmszínház, Jászberény (2016)
- Haáz Rezső Múzeum, Székelyudvarhely(2017)
- Galéria IX, Ráday utca Budapest (2017)
- „Mások szemében DUDÁS szemében mások”, Csongrád Galéria ( 2017)

## Díjak, elismerések
- Katona József-díj
- FIDEM-díj
- A Magyar Kultúra Lovagja díj
- Vajdasági Nagyapáti Kukac Péter Képzőművészeti Díj
- Forum Képzőművészeti Díj
- Pro Urbe Csongrád díj